# 128
Het jaar 128 is het 28e jaar in de 2e eeuw volgens de christelijke jaartelling.

## Gebeurtenissen

### Italië
- Keizer Hadrianus neemt de titel Vader des Vaderlands aan. Hij maakt een inspectiereis naar Noord-Afrika en bezoekt Legio III Augusta. Om orde en rust in Numidië te garanderen, krijgen de legionairs de veiligheidstaak om de Romeinse provincie te beschermen tegen invallen van Berberstammen.

### Brittannië
- De Muur van Hadrianus wordt voltooid. Een Romeins bezettingsleger (9000 man) moet de verdedigingslinie (limes) permanent bewaken, bij de poorten van de muur worden douaneposten ingericht voor de handel met de lokale bevolking.